# Eppishausen
Eppishausen är en kommun och ort i Landkreis Unterallgäu i Regierungsbezirk Schwaben i förbundslandet Bayern i Tyskland.
Kommunen ingår i kommunalförbundet Kirchheim in Schwaben tillsammans med köpingen Kirchheim in Schwaben.